# Дом Есыревых
Дом Есыревых — памятник архитектуры в историческом центре Нижнего Новгорода. Построен в 1832 году по проекту архитектора А. Л. Леера в классицистическом стиле.

## История
Перевод в 1817 году в Нижний Новгород Макарьевской ярмарки послужил толчком к развитию торговли и ремёсел, сказался и на внешнем облике города. К концу XVIII века сложилась новая градостроительная структура древнего Нижнего Посада. Спрямлённая Рождественская улица стала главной планировочной осью района. Изменился характер застройки: появились отдельные каменные здания. Последующие генеральные планы закрепляли регулярную планировку посада, вводя новые градостроительные элементы. По плану 1824 года площадь на выходе Успенского съезда на Рождественскую улицу получила чёткую геометрию. В восточной части площади располагалась Косьмодемьянская церковь, а западную занимала жилая застройка. Участок с современным домом № 16/1 на пересечении Нижневолжской набережной и пл. Маркина являлся крайним, обращённым к площади продольной стороной, участком.
В начале XIX века этот усадебный участок принадлежал нижегородскому мещанину Михаилу Семёновичу Ветошникову. На участке стоял каменный дом, обращённый фасадом на Рождественскую улицу. В сентябре 1802 года Ветошников продал усадьбу нижегородскому купцу Петру Тихоновичу Переплётчикову. 19 ноября 1807 года усадьба была продана нижегородскому купцу Михаилу Егоровичу Ясыреву. Он владел соседним участком, прилегавшим к правой границе купленного участка и таким образом расширил свою усадьбу.
После смерти главы семейства усадьба перешла к его сыновьям — Степану и Петру. Усадьба была поделена между братьями. Старшему Степану достался каменный дом. Граница между участками братьев была проведена по установленной планом города 1824 года красной линии Софроновской площади. В 1832 году Степан Ясырев выстроил новый каменный дом под надзором архитектора Антона Лаврентьевича Леера и, предположительно, по его проекту. Для большего удобства въезд во двор был выполнен не с улицы, а с крепостной земли брата, с его позволения.
В конце 1830-х годов усадебная земля Петра Ясырева отошла под устройство Софроновской площади. Усадьба Степана Ясырева оказалась крайней и вышла на площадь кирпичной оградой с проездными воротами. При планировке, площадь была поднята и въезд в усадьбу стал неудобен. Степан Ясырев 26 июня 1838 года обратился в Комитет об устройстве губернского города Нижнего Новгорода с прошением: «…нужно мне в нижнем этаже дома моего Рождественской части 4-го квартала перебрать полы, скласть печи, в двух покоях в лицевой и задней сторон сделать балконы, во флигеле перебрать полы, в больших въездных ворота, что на площадь, две кирпичные устроить стенки для поддержания земли и накладку в вышину оградной стенки… …прошу оный Комитет учинить надлежащее распоряжение о допущении меня к означенным поправкам».
Городовой архитектор Г. И. Кизеветтер в начале августа осмотрел усадьбу Ясырева и решил, что «дом сей и флигель каменные, прочные и имеют правильные фасады и заслуживают исправлений… Для удобнейшего въезда во двор с площади, которая земляною насыпью возвышена против горизонта дворов, требуется для поддержания сей насыпной земли сделать при въезде в ворота две кирпичные стенки, которые будут совершенно скрыты в земле. Имеющуюся оградную стенку и садок по сему случаю назначается только несколько возвысить, сохраняя теперешний вид оных без изменения фасада». В октябре 1838 года комитет разрешил Ясыреву произвести перестройку.
В 1834 году был построен каменный флигель усадьбы, выходивший торцом на Нижневолжскую набережную (сегодня на этом месте стоит дом № 16/1). В 1840-х годах был построен ещё один каменный двухэтажный флигель, выходивший фасадом на площадь (сохранился до настоящего времени во внутреннем дворе).
В начале 1850-х годах место на Нижнем базаре перешло к чебоксарским купцам (позднее — нижегородским купцам первой гильдии) братьям Фёдору и Аристарху Андреевичам Блиновым. На протяжении полувека усадьба и все прочие участки квартала между Софроновской площадью, улицей Рождественской, Нижневолжской набережной и переулком Рождественским (Городецким) принадлежали разным поколениям купеческой семьи Блиновых.
В конце XIX века левое крыло дома было перестроено, но все основные элементы убранства фасадов сохранились. Дом Есыревых остаётся важным памятником архитектуры Нижнего Новгорода эпохи классицизма.